# Alberto Passos Guimarães
Alberto Passos Guimarães (Maceió, 16 de abril de 1908 - Rio de Janeiro, 24 de dezembro de 1993) foi um ensaísta brasileiro preocupado com a justiça social.

## Biografia
Sem formação acadêmica, Guimarães largou a escola aos 9 anos para ajudar o seu pai, Américo Passos Guimarães, antes mesmo de concluir o Curso Secundário. A partir daí foi autodidata para o resto da vida.
Casou-se com Zulmira Taveiros Guimarães, com quem teve dois filhos: Zulma Taveiros Guimarães e Alberto Passos Guimarães Filho.

## Vida Profissional
Trabalhou em Maceió como comerciante e jornalista, onde fez parte da cena intelectual, ao lado de Graciliano Ramos, Aurélio Buarque de Holanda, Rachel de Queiroz e Valdemar Cavalcanti. Em 1931 fundou, juntamente com este último, a revista Novidade, onde diversos autores publicaram seus textos, entre eles Carlos Paurílio, Aloísio Branco, Willy Lewin, Diégues Júnior e Santa Rosa.
Em 1932 iniciou sua militância pelo PCB, a qual duraria por toda a sua vida. Por volta de 1940 mudou-se para Salvador, fugindo de perseguição política.
Por volta de 1945 mudou-se para o Rio de Janeiro, onde trabalhou inicialmente como representante comercial através de sua pequena firma chamada Organização Brasil Ltda.
Nos anos 1950 trabalhou no IBGE e no final dos anos 1960 na Rede Ferroviária Federal.
Ao se aposentar, convidado por Antônio Houaiss, participou do projeto e redação da Enciclopédia Mirador (do grupo Enciclopédia Britânica do Brasil).
Durante todo este tempo atuou como militante no PCB, tendo especialmente atuado como intelectual e homem de imprensa do Partido. Trabalhou no jornal Imprensa Popular, no semanário sobre cultura Paratodos (dirigido por Jorge Amado e Oscar Niemeyer) e foi diretor do jornal Hoje, publicação diária que teve vida muito curta nos anos 1960.
Participou na redação de um documento conhecido como Declaração de Março (de 1958) que produziu uma inflexão na política do PCB, que passou a atribuir maior relevância à questão democrática, e à participação no jogo político democrático. Nesse processo teve um papel importante o chamado “Grupo Baiano”, do qual também faziam parte Giocondo Dias e Armênio Guedes.

## Principais livros
- Inflação e Monopólio no Brasil - Por Que Sobem os Preços? (1962)
- Quatro Séculos de Latifúndio (1963, reeditado em 1968)
- A Crise Agrária (1978)
- As Classes Perigosas: Banditismo Rural e Urbano (1982)